# Tony Caleca
Tony Caleca, est un joueur de pétanque français. 

## Clubs
- ?-? : Amis de la Petite Boule Saint-Raphaël

## Palmarès

### Séniors

#### Championnats du Monde
Troisième
- Triplette 1975 (avec Marcel Caleca et Jean-Pierre Fritsch) :  Équipe de France

#### Championnats de France
Champion de France
- Triplette 1974 (avec Marcel Caleca et Jean-Pierre Fritsch) : Amis de la Petite Boule Saint-Raphaël[1]